# Missing Links Volume 3
Missing Links Volume 3 är ett samlingsalbum med The Monkees som innehåller tidigare outgivna låtar eller tidigare outgivna versioner av låtar utgivet 1996.
Till skillnad från den första volymen i den här serien Missing Links 1987 är alltså inte samtliga låtar tidigare outgivna. Det samma gällde för Missing Links Volume 2 1990.
Låtarna är inspelade 1966 - 1969.

## Låtlista
1. (Theme From) The Monkees (Tommy Boyce/Bobby Hart) (TV-versionen)
2. Kellogg's Jingle (reklamjingel)
3. We'll Be Back In A Minute (Micky Dolenz)
4. Through The Looking Glass (Tommy Boyce/Bobby Hart/Red Baldwin)
5. Propinquity (I've Just Begun To Care) (Michael Nesmith)
6. Penny Music (Michael Leonard/Jon Stroll/Bob Weinstein)
7. Tear The Top Right Off My Head (Peter Tork)
8. Little Red Rider (Michael Nesmith)
9. You're So Good (Robert Stone)
10. Look Down (Carole King/Toni Stern)
11. Hollywood (Michael Nesmith)
12. Midnight Train (Micky Dolenz)
13. She Hangs Out (Jeff Barry) (singelversion)
14. Shake 'Em Up (Jerry Leiber/Mike Stoller)
15. Circle Sky (Michael Nesmith)
16. Steam Engine (Chip Douglas)
17. Love To Love (Neil Diamond)
18. She'll Be There (okänd)
19. How Insensitive (Vinicius de Moraes/Norman Gimbel/Antonio Carlos Jobim)
20. Merry Go Round (Diane Hildebrand/Peter Tork)
21. Angel Band (traditional)
22. Zor And Zam Bill Chadwick/John Chadwick (TV-versionen)
23. We'll Be Back In A Minute #2 (Micky Dolenz)
24. Tema Dei Monkees (Tommy Boyce/Bobby Hart/Nistri) (TV-signaturen sjungen på italienska!)